# واراک
واراک (انگلیسی: Varrak) شرکت انتشارات استونیایی است، که در سال ۱۹۹۱ تأسیس شد.